# Caenotus minutus
Caenotus minutus är en tvåvingeart som beskrevs av Cole 1923. Caenotus minutus ingår i släktet Caenotus och familjen fönsterflugor.
Artens utbredningsområde är New Mexico. Inga underarter finns listade i Catalogue of Life.